# Phlebotomus brevis
Phlebotomus brevis är en tvåvingeart som beskrevs av Oskar Theodor och Mesghali 1964. Phlebotomus brevis ingår i släktet Phlebotomus och familjen fjärilsmyggor. Inga underarter finns listade i Catalogue of Life.